# Herz-Jesu-Kirche (Bad Godesberg)

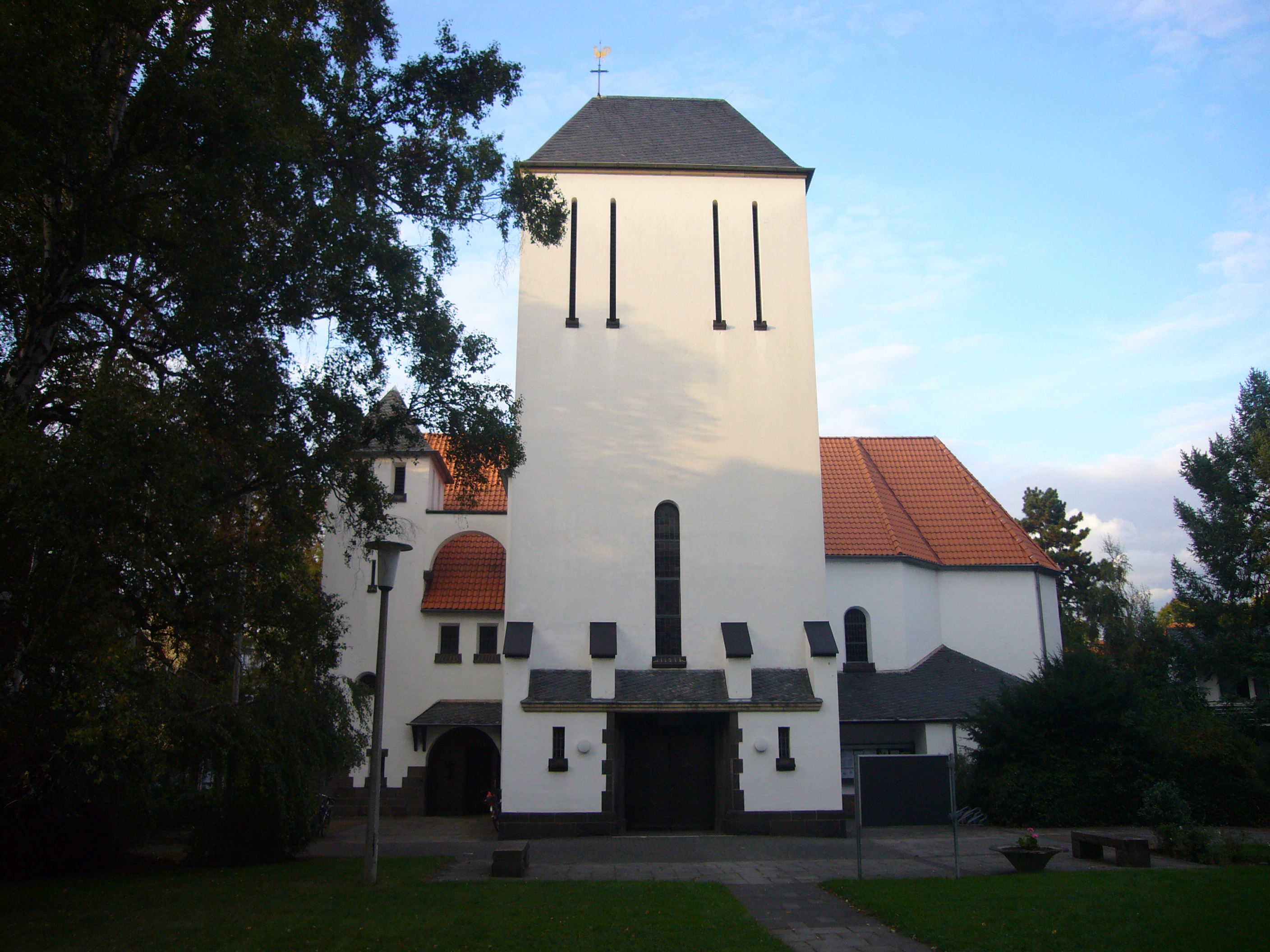
Der im Süden stehende, 1936 entstandene Hauptturm der Kirche

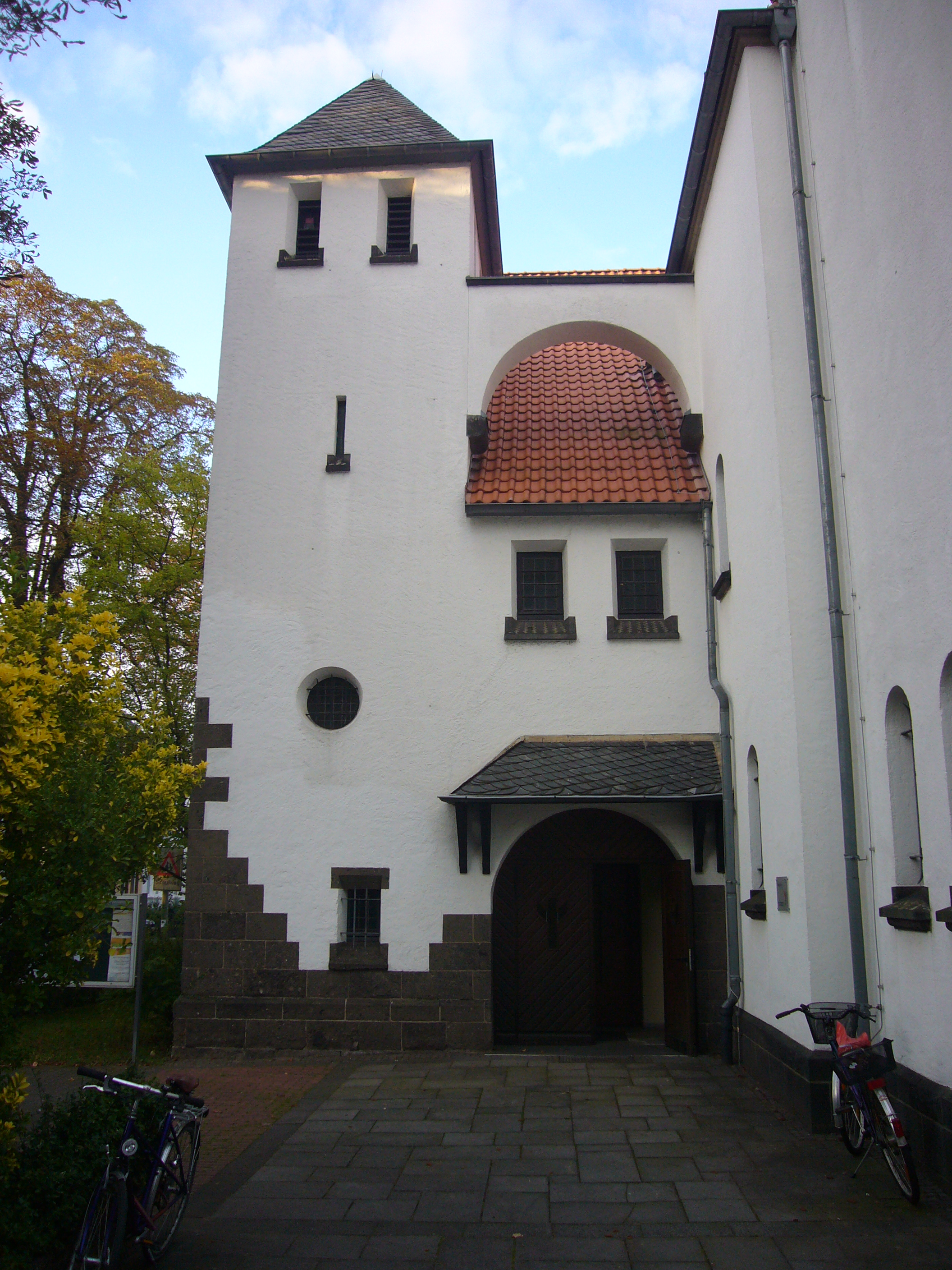
Der kleinere und später in den Erweiterungsbau integrierte Turm der Ursprungskirche

Die Herz-Jesu-Kirche im Bad Godesberger Ortsteil Godesberg-Villenviertel ist ein in mehreren Bauphasen von 1906 bis Ende der 1950er-Jahre entstandenes Kirchengebäude. Die Kirche in der Beethovenallee 38 wird von der katholischen Kirchengemeinde St. Andreas und Evergislus genutzt und gehört damit zum Erzbistum Köln. Die Pfarrkirche steht unter Denkmalschutz.

## Geschichte
Die Katholiken des Villenviertels mussten bis zum Bau einer eigenen Kirche den Gottesdienst in der benachbarten Marienkirche oder Rüngsdorfer Andreaskirche besuchen. Etwa ab der Wende zum 20. Jahrhundert wurde der Bau einer katholischen Kirche im Villenviertel vom Plittersdorfer Pfarrer Brüll und später von dessen Nachfolger, Ludwig Leonards, angeregt. Das Generalvikariat erteilte im Jahr 1904 den Auftrag zur Vorbereitung eines Kirchenbaus.
1905 konnte mit erzbischöflicher Genehmigung von der Gemeinde ein Baugrundstück an der heutigen Beethovenallee zum Preis von 80.000 Mark erworben werden. Unter dem Diözesanbaumeister Heinrich Renard wurde zunächst ein kleines neogotisches Kirchengebäude für 18.000 Mark erstellt. Die Grundsteinlegung erfolgte am 24. September 1905, die Einsegnung fand am 8. Oktober 1906 durch den Mehlemer Dechanten Hütten statt.
Die neue Kirche wurde zunächst als Rektorat der Marien-Gemeinde geführt. Im März 1908 konnte die bis dahin angemietete Hilfsorgel durch eine spendenfinanzierte Klais-Orgel ersetzt werden. Ebenso wurde eine zweite Glocke angeschafft. Am 24. Juli 1914 erfolgte die erzbischöflich anerkannte Erhebung der von Pfarrer Hugo Liedmann geleiteten Kirchengemeinde zur autonomen Pfarre.

### Ausbau 1936
Aufgrund des Anwachsens der katholischen Gemeinde im Villenviertel wurde in den 1930er-Jahren eine Erweiterung des alten Kirchenbaus notwendig. Ab 1936 kam es zu einem erheblichen Aus- und Umbau des Gebäudes unter der Leitung des Bonner Architekten Jakob Stumpf. Die Ursprungskirche wurde als Querschiff in den Neubau integriert. Der Architekt gab dem Gebäude eine dem Heimatschutzstil entsprechende Prägung, die Baumaßnahmen leiteten die Konzentration auf die innere Mitte des Kirchenraums; der Chorraum richtet sich nun nach Norden (vorher Osten) und wird von zwei Seitenkapellen flankiert. Neben dem unsymmetrischen Querschiff gibt es drei Längsschiffe. Der an die Südseite verlegte Eingang erhielt einen massiven blockartigen Turm mit einer Vorhalle und einem Portal. Dieser etwas kubische Turm verleiht dem Gebäude einen interessanten und zum Villenviertel passenden Akzent. Die Seitenfenster im Neubau sowie die Rosette auf der Empore bestehen aus in Antikglas und Blei gefertigten geometrischen und ornamentalen Kompositionen unbekannter Herkunft. Auch das Kircheninnere wirkt mit seinen klaren Linien sachlich. Orientierungspunkt ist ein am Hochaltar aufgehängtes monumentales Kruzifix. Die Umbaukosten wurden auf 46.000 Reichsmark geschätzt.

### Veränderungen ab 1947
Unter dem Architekten Peter Rieck kam es ab 1947 zu architektonischen Korrekturen zum Ausgleich des zu dem Zeitpunkt als zu heterogen empfundenen Gesamtbildes. Besonders bemühte sich der Architekt um eine Harmonisierung des Kircheninnenraums. Dazu wurden dunkel abgesetzte Innenraumstrukturen (z. B. der Kapitelle und Gewölberippen) mit der zurückhaltenden lichtbetonten Ausmalung der Wände homogen abgestimmt. Es entstanden auch einige neue Fenster, ebenfalls mit geometrisch-ornamentalen Kompositionen.

### Seit den 1960er-Jahren
Beim Patronatsfest am 26. Juni 1960 übergab die Künstlerin Meta Maria Driever der Kirche eine Reihe von Kunstwerken: Kreuzwegstationen und Heiligenfiguren – darunter eine farbige Marienskulptur, eine Holzstatue des jungen Josefs mit Jesuskind und eine Holzplastik des Heiligen Antonius. 1962 konnte über Spenden eine mechanische Schleifladenorgel mit drei Manualen und 29 Registern der Ludwigsburger Orgelbaufirma E. F. Walcker & Cie. erworben werden. Bei der Einweihung am dritten Adventsonntag 1962 wurde sie von Domorganist Josef Zimmermann gespielt. Unter dem Gemeindepfarrer Edmund Bähr, der im Villenviertel bis 1990 wirkte, erhielt Herz Jesu sein Jugend- und Pfarrheim, ein Pfarrhaus, eine Bücherei und einen Kindergarten. 1973 wurde der Bildhauer Sepp Hürten für eine weitere künstlerische Ausgestaltung verpflichtet.
Anlässlich der Feier zum 100-jährigen Bestehen der Kirche kam der Kölner Kardinal Joachim Meisner im September 2006 ins Villenviertel. Die Herz-Jesu-Statue war für das Jubiläum ebenfalls restauriert worden. Seit 2005 wird einmal jährlich das freihängende Kruzifix im Altarraum für einige Wochen in verschiedene Materialien gehüllt. Das Gemeindemitglied Fee Barden betreut diese Installationen; verwendet werden Stoffbahnen, Alufolie oder Verbandsmaterial. Teilweise werden auch weitere Bestandteile des Kirchenraumes in die Kunstaktion einbezogen.

## Orgel
1962 konnte über Spenden eine mechanische Schleifladenorgel mit drei Manualen und 29 Registern der Ludwigsburger Orgelbaufirma E. F. Walcker & Cie. erworben werden. Bei der Einweihung am dritten Adventsonntag 1962 wurde sie von Domorganist Josef Zimmermann gespielt. 
2018 wurde eine neue Orgel von der Orgelbaufirma Romanus Seifert und Sohn eingebaut. Dieses Instrument besitzt 38 Register mit 4 Extensionen und einem Vorabzug. Die Disposition lautet:
| I Rückpositiv C–g3 |                  |        |     |
| 1.                 | Lieblich Gedackt | 8′     | (W) |
| 2.                 | Praestant        | 4′     |     |
| 3.                 | Rohrflöte        | 4′     |     |
| 4.                 | Quinte           | 2 ⁄3′  | (W) |
| 5.                 | Spitzflöte       | 2′     | (W) |
| 6.                 | Terz             | 1 3⁄5′ | (W) |
| 7.                 | Larigot          | 1 ⁄3′  | (W) |
| 8.                 | Sifflöte         | 1′     | (W) |
| 9.                 | Vox humana       | 8′     | (W) |
|                    | Tremolo          |        |     |

| II Hauptwerk C–g3 |             |        |     |
| 10.               | Quintade    | 16′    | (W) |
| 11.               | Principal   | 08′    |     |
| 12.               | Offenflöte  | 08′    |     |
| 13.               | Rohrflöte   | 08′    | (W) |
| 14.               | Octave      | 04′    |     |
| 15.               | Koppelflöte | 04′    | (W) |
| 16.               | Quinte      | 02 ⁄3′ |     |
| 17.               | Superoctave | 02′    |     |
| 18.               | Mixtur IV–V |        |     |
| 19.               | Trompete    | 08′    |     |

| III Schwellwerk C–g3 |                  |     |
| 20.                  | Diapason         | 08′ |
| 21.                  | Bourdon          | 08′ |
| 22.                  | Viola da Gamba   | 08′ |
| 23.                  | Schwebung        | 08′ |
| 24.                  | Principal        | 04′ |
| 25.                  | Traversflöte     | 04′ |
| 26.                  | Octave           | 02′ |
| 27.                  | Mixtur III–IV    |     |
| 28.                  | Bassklarinette   | 16′ |
| 29.                  | Harmonietrompete | 08′ |
| 30.                  | Oboe             | 08′ |
|                      | Tremolo          |     |

| Pedal C–f1 |                           |     |
| 31.        | Violon                    | 16′ |
| 32.        | Subbass                   | 16′ |
| 33.        | Principalbass             | 08′ |
| 34.        | Gedecktbass (Ext. Nr. 32) | 08′ |
| 35.        | Violoncello (Ext. Nr. 31) | 08′ |
| 36.        | Choralbass (Ext. Nr. 33)  | 04′ |
| 37.        | Posaunenbass              | 16′ |
| 38.        | Trompete (Ext. Nr. 37)    | 08′ |

- Koppeln: I/II, III/II, III/I, I/P, II/P, III/P, Sub- und Superoktavkoppeln
- Spielhilfen: Setzeranlage
- Anmerkungen

(W) = Teilweise und ganz aus der Walcker-Vorgängerorgel (1962)
1. ↑  C–H aus Holz und innenlabiert, ab f1 überblasend
2. ↑  Vorabzug aus Nr. 27

## Glocken
Die Godesberger Herz-Jesu-Kirche verfügt über ein vierstimmiges Geläut mit Glocken unterschiedlicher Herkunft.
| Nr. | Name      | Gussjahr | Gießer, Gussort                  | Durchmesser | Gewicht ca. | Schlagton | Inschrift                                                                             |
| --- | --------- | -------- | -------------------------------- | ----------- | ----------- | --------- | ------------------------------------------------------------------------------------- |
| 1   | Herz Jesu | 1950     | Bochumer Verein, Bochum          | 1425 mm     | 1103 kg     | es’+1     | + COR JESU SACRATISSIMUM / MISERER NOBIS + (Heiligstes Herz Jesu, erbarme dich unser) |
| 2   | Maria     | 1950     | Bochumer Verein, Bochum          | 1180 mm     | 621 kg      | ges’+1    | + COR MARIAE IMMACULATUM / ORA PRO NOBIS + (Unbeflektes Herz Mariä ,bitte für uns!)   |
| 3   |           | 1912     | Glockengießerei Otto, Hemelingen | 1000 mm     | 600 kg      | as’±0     |                                                                                       |
| 4   |           | 1928     | Gebrüder Ulrich, Apolda          | 880 mm      | 410 kg      | b’±0      |                                                                                       |

Die Glocken 1 und 2 aus Bochum sind Stahlgussglocken, die beiden älteren sind aus Bronze gegossen.

## Herz-Jesu-Kloster
Ein von der im Jahr 2005 gegründeten Bürgerstiftung Rheinviertel initiiertes und getragenes Herz-Jesu-Kloster wurde am 16. September 2006 anlässlich des Pontifikalamtes zum 100-jährigen Bestehen der Kirchengemeinde Herz-Jesu eingesegnet. Das Kloster befindet sich im ehemaligen Pfarrzentrum Herz-Jesu an der nahe der Kirche gelegenen Hensstraße. Mit zunächst fünf Ordensfrauen aus Indien, die den Missionsschwestern von der unbefleckten Empfängnis Mariens angehören, widmet sich das Kloster der Altenpflege und Hospizarbeit in der Gemeinde.